# Mr. Potter (romance)
Mr. Potter (2002) é um romance da escritora da Antígua Jamaica Kincaid. O livro possui doze partes distintas e sem título nas quais a autora narra como é ser uma garota que cresceu sem ter pai e como isso se refletiu nela. Prosa e poema estão misturados nesta memoir, portanto, o gênero é difícil de definir. A autora narra a história de tal maneira que tempo e espaço tornam-se obscuros à medida que vamos mergulhando nos seus flashbacks. O estilo circular de Kincaid, o qual conta com metáforas poderosas e repetições ao longo do texto, faz parte da sua maneira de escrever e mantém o leitor cada vez mais envolvido com a história. É uma busca por legado, perdão e identidade que muda no final, parte em que descobrimos que não se trata realmente da história do seu pai, mas da própria história da personagem, ou seria da autora?
Mr. Potter não é ninguém, mas ele é pai de Elaine/Kincaid. A autora brinca com dicotomias com o único intuito de nos fazer perceber que não é fácil de lembrar, aceitar ou perdoar. Ele não pode escrever, mas Elaine, a sua filha, pode. Kincaid continua com essa linha de raciocínio simplista a qual pouco a pouco deixa de ser simples por completo. É como se estivéssemos lembrando de tudo junto com ela, pequenas partes da sua memória as quais estão guardadas profundamente em seu ser. O trauma de não possuir um pai por perto envolve o leitor em seu discurso que se assemelha a um eco. 
O livro não possui divisão de capítulos, o que colabora com a idéia de que o livro não possui começo nem fim. O texto começa e termina da mesma maneira, mas tudo mudou, nada se encontra do mesmo jeito. Ao reconhecer que Mr. Potter é o seu pai, o legado de Elaine muda também. Quando Mr. Potter morre, parte dela morre com ele também. Mesmo que Mr. Potter não pudesse ler ou escrever, não compreendesse a si mesmo, dessa forma impossibilitado de se fazer conhecido pelos outros , a sua filha Elaine podia. Kincaid/Elaine é a voz daqueles que, como Mr. Potter, não podem ler ou escrever, que não possuem voz.